# تپه زینگیر باشی
تپه زینگیر باشی مربوط به عصر آهن - دوره اشکانیان است و در شهرستان گرمی، بخش مرکزی، دهستان آنی، روستای قنبرلی واقع شده و این اثر در تاریخ ۱۲ دی ۱۳۸۶ با شمارهٔ ثبت ۲۰۳۱۳ به‌عنوان یکی از آثار ملی ایران به ثبت رسیده است.